# Veronica Amata Donatello
Veronica Amata Donatello SFA (* 1974 in den Abruzzen) ist eine italienische römisch-katholische Ordensschwester.

## Leben
Veronica Donatello gehört der franziskanischen Ordensgemeinschaft der Suore Francescane Angeline an und legte am 23. Mai 2009 ihre Ewige Profess ab.
Sie hat 2009 ein Bachelorstudium der Religionswissenschaften an der Päpstlichen Universität Urbaniana in Rom abgeschlossen und zusätzlich an der Theologischen Fakultät in Assisi (italienisch Istituto Teologico di Assisi) studiert. Sie hat sich an der Päpstlichen Universität der Salesianer in Rom auf Missionskatechese und Jugendkatechese spezialisiert und erwarb 2013 ein Lizentiat in Katechetik mit dem Schwerpunkt der christliche Initiation mit Menschen mit Behinderung. Sie wurde in Erziehungswissenschaften an der Päpstlichen Universität der Salesianer promoviert.
Seit 2011 ist sie Nationale Beraterin und seit 2019 Verantwortliche für den Bereich Katechese für Menschen mit Behinderungen in der Italienischen Bischofskonferenz (CEI). Als Tochter gehörloser Eltern lernte sie von klein auf die Gebärdensprache und ist seit 1999 zertifizierte Dolmetscherin für italienische Gebärdensprache, unterrichtet Katechese für die Gehörlosengemeinschaft und war Beraterin und Referentin in verschiedenen Erzdiözesen und Diözesen in Italien, Portugal, Spanien, Frankreich, England, USA und Malta. Sie ist Gründerin und Vizepräsidentin des Faith Project ENS, das auf medizinische, ethische, biblische und psychologische Themen fokussiert. 2016 wurde sie von Staatspräsident Sergio Mattarella für ihr Engagement zur vollständigen Integration von Menschen mit Behinderungen zum Ritter des Verdienstordens der Italienischen Republik ernannt.
Von 2017 bis 2018 war sie Gastdozentin an der Fakultät für Missiologie – Höheres Institut für Katechese und missionarische Spiritualität an der Päpstlichen Universität Urbaniana, Vatikanstadt. Von 2020 bis 2021 war sie Dozentin an der Fakultät für Erziehungswissenschaften der Päpstlichen Salesianer-Universität, Rom. Zudem ist sie Dozentin für katholische, islamische und jüdische religiöse Gebärdensprache am Staatlichen Institut für Gehörlose, Rom, sowie an der Ente Nazionale Sordi (Rom, Bologna, Turin, Apulien) und der Silis-Gruppe für das Studium und die Ausbildung der italienischen Gebärdensprache in Rom.
Papst Franziskus ernannte Veronica Donatello am 29. September 2022 zum Consultor im Dikasterium für die Kommunikation, einem Dikasterium der römischen Kurie mit Autorität über die gesamte Öffentlichkeitsarbeit des Heiligen Stuhls und der Vatikanstadt.

## Veröffentlichungen
- Comunicare la fede. L’iniziazione cristiana con le persone disabili nelle comunità. Giornata di studio su Catechesi e Disabilità, 2012
- mit Paolo Sartor, Andrea Ciucci: Buona Notizia Disabili, EDB Edizioni Dehoniana Bologna, 2013
- Una fede per tutti. Persone disabili nella comunità cristiana, EDB Edizioni Dehoniana Bologna, 2013
- mit Rosina Giuseppetti, Luca Lamano, Fiorenza Pestelli: Un cammino per tutti. Percorsi d’inclusione per persone con disabilità sensoriale, EDB Edizioni Dehoniana Bologna, 2014
- Per una pastorale «inclusiva» in Italia. Linee orientative per una catechesi che coinvolge persona con disturbi del neurosviluppo, 2015 (Dissertation)
- Veronica Donatello (Autorin), Alberto Fontana (Hrsg.), Giovanni Merlo (Hrsg.): A sua immagine? Figli di Dio con disabilità!, 2019[3]
- Katechese für behinderte Menschen: Ein Blick auf den Weg der katholischen Kirche in Italien, in: Concilium. Internationale Zeitschrift für Theologie. Viele Begabungen – eine Kirche für alle. Heft 5, Dezember 2020, S. 493